# Los Álvarez
Los Alvarez es un lugar designado por el censo ubicado en el condado de Starr en el estado estadounidense de Texas. En el Censo de 2010 tenía una población de 303 habitantes y una densidad poblacional de 1.244,56 personas por km².

## Geografía
Los Álvarez se encuentra ubicado en las coordenadas 26°23′9″N 98°53′57″O / 26.38583, -98.89917. Según la Oficina del Censo de los Estados Unidos, Los Álvarez tiene una superficie total de 0.24 km², de la cual 0.24 km² corresponden a tierra firme y (0%) 0 km² es agua.

## Demografía
Según el censo de 2010, había 303 personas residiendo en Los Álvarez. La densidad de población era de 1.244,56 hab./km². De los 303 habitantes, Los Álvarez estaba compuesto por el 100% blancos, el 0% eran afroamericanos, el 0% eran amerindios, el 0% eran asiáticos, el 0% eran isleños del Pacífico, el 0% eran de otras razas y el 0% pertenecían a dos o más razas. Del total de la población el 100% eran hispanos o latinos de cualquier raza.